# ビューヒェンバッハ
ビューヒェンバッハ (ドイツ語: Büchenbach) は、ドイツ連邦共和国バイエルン州ミッテルフランケンのロート郡に属す町村（以下、本項では便宜上「町」と記述する）。

## 地理
ビューヒェンバッハは、ミッテルフランケン工業地域に位置する。

### 自治体の構成
この町は、公式には13の地区 (Ort) からなる。このうち小集落や孤立農場などを除く集落を以下に列記する。
| - アスバッハ - アウラウ - ブライテンローエ - ビューヒェンバッハ - ガウヒスドルフ | - ゲッツェンロイト - キューエドルフ - ノイミューレ - オッタースドルフ - テンネンローエ |

## 歴史
この村は、1249年に、ゼーリゲンポルテン修道院への寄進として初めて記録に遺されている。中世末期、ビューヒェンバッハは、ニュルンベルク市の支配下にあった。宗教改革の導入により、ブランデンブルク＝アンスバッハ辺境伯が勢力を拡大し、影響力を増していった。ビューヒェンバッハに最初の新教の教区が設けられたのは1526年から1527年、ゼバスティアン・フランクによってであった。やがてビューヒェンバッハはブランデンブルク＝アンスバッハ辺境伯領に編入されていった。1792年にプロイセン王国領となったビューヒェンバッハは、パリ条約 (1806年)によってバイエルン王国に編入された。バイエルン王国の行政改革の時代、1818年の自治体令によって現在の自治体が生まれた。

### 人口推移
この地域の人口は、1970年 3,484人、1987年 4,242人、2000年 5,226人と大きく増大している。

## 行政
首長のヘルムート・バウツ (Freie Wähler)は、2003年の選挙で選出された。当時29歳で、ロート郡で最年少首長、バイエルン州でも最も若い首長の一人となった。
議会は20議席からなる。

### 友好都市
- ネーメトケール （Németkér, ハンガリートルナ県）1989年

## 経済と社会資本

### 交通
町の中を背骨のようにバーンホーフ通り（駅前通り）が貫いて走り、ここから細かい町道が枝分かれしている。バーンホーフ通りは、町の東端を起点にして、町を貫き、北に転じてシュヴァーバッハ方面へ向かう（シュヴァーバッハ通り）。
ニュルンベルクからのSバーンS3 ニュルンベルク - ロート線のビューヒェンバッハ駅がある。また、連邦アウトバーンA6号線に接続する、連邦道B2a号ロート - ニュルンベルク線が、町から4kmほどの場所を通っている。

## 引用
1. ↑  https://www.statistikdaten.bayern.de/genesis/online?operation=result&code=12411-003r&leerzeilen=false&language=de Genesis-Online-Datenbank des Bayerischen Landesamtes für Statistik Tabelle 12411-003r Fortschreibung des Bevölkerungsstandes: Gemeinden, Stichtag (Einwohnerzahlen auf Grundlage des Zensus 2011)
2. ↑  Bayerische Landesbibliothek Online